# Chiesa di Santa Caterina (Poggio Renatico)
La chiesa di Santa Caterina è la parrocchiale di Gallo, frazione di Poggio Renatico in provincia di Ferrara. Appartiene all'arcidiocesi di Bologna e risale al XVIII secolo.

## Storia
La contessa bolognese Elisabetta Maria Pepoli Marescalchi, che nel territorio di Gallo, al confine tra Ferrara e Bologna, aveva vaste proprietà, fece edificare un oratorio intitolato a Santa Maria nel 1712. Circa trenta anni dopo la piccola chiesa venne dedicata a Santa Caterina de' Vigri, quando venne elevata a dignità di parrocchia, e in tale occasione venne notevolmente ampliata.
Nel XIX secolo la chiesa e la sua canonica vennero restaurati ed ampliati grazie al contributo del conte Carlo Marescalchi. Nella sala in quel periodo erano presenti tre cappelle. A partire dalla metà del XX secolo venne ancora restaurata per riparare i danni subiti con un'alluvione nel 1951 e per ulteriori miglioramenti, come la costruzione davanti alla facciata di un piccolo porticato. Dal momento del sisma del 2012 che ha colpito l'Emilia la chiesa è stata inagibile ed è stata sottoposta ad interventi di recupero e messa in sicurezza per essere riaperta al culto nel 2019.

## Descrizione
L'edificio religioso si trova a breve distanza dal fiume Reno, nella frazione di Gallo. Fa parte di un complesso di edifici che comprende, oltre al luogo di culto ed alla sua torre campanaria, anche la canonica e l'asilo.
Il prospetto principale, a capanna, ha due ali che ne allargano la struttura e corrispondono alle navate interne ed è preceduto da un ampio portico retto da pilaztri in muratura e coperto da tegole. 
L'interno è suddiviso in tre navate con volta a botte.